# Groombridge 34
Groombridge 34 és un sistema d'estrelles binari consistent en dues estrelles nanes vermelles en un òrbita circular pròxima amb una separació d'unes 147 ua. Les dues estrelles d'aquest parell exhibeixen fulguracions aleatòries, i han estat batejades com a estrelles variables. La més brillant: Goombridge 34 A fou designada com a GX And, i l'altre rebé la designació GQ And.